# Hermann Duddenhausen
Hermann Duddenhausen (* 5. April 1826 in Höxter; † 23. April 1912 in Charlottenburg) war ein deutscher Verwaltungsjurist und Ministerialbeamter.

## Leben
Duddenhausen besuchte das Gymnasium Theodorianum in Paderborn. Er studierte Rechtswissenschaft an der Georg-August-Universität Göttingen und der Friedrichs-Universität Halle und wurde 1844 im Corps Borussia Halle aktiv. Als Inaktiver wechselte er an die Friedrich-Wilhelms-Universität zu Berlin. Das Referendarexamen bestand er 1853 in Berlin. Nach dem Referendariat in Münster kam er als Staatsanwaltsgehilfe nach Königsberg i. Pr. 1856 trat er als Regierungsrat in die Königliche Direction der Bergisch-Märkischen Eisenbahn in Elberfeld unter dem Präsidenten Carl Danco. 1868 kam er als Geheimer Regierungsrat in die Eisenbahn-Abteilung des Preußischen Handelsministeriums. 1875 wurde er zum Ministerialdirektor ernannt und als Wirkl. Geh. Oberregierungsrat charakterisiert. Unter dem Minister Albert von Maybach war er maßgeblich an der Verstaatlichung großer Privatbahnen beteiligt. Beide könnten sich aus Königsberg gekannt haben. Seit 1889 im Ruhestand, starb Duddenhausen mit 86 Jahren. Sein Grab ist auf dem Alten St.-Matthäus-Kirchhof Berlin.